# Lauren Rembi
Lauren Rembi, née le 9 mars 1992 à Paris, est une escrimeuse française spécialiste de l'épée.

## Biographie
Lauren Rembi débute l'escrime à l'AS Bondy (Seine-Saint-Denis) où elle est toujours licenciée. Elle est formée et entrainée par les maîtres Ignace, père et fils auxquels se rajoute le maître Benoit Janvier, entraineur de l'équipe de France.
Chez les juniors, elle est vice-championne du monde à Bakou en 2010 et championne d'Europe en 2012 à Porec. Elle obtient la médaille d'or aux Universiades 2011 à Shenzhen.
Chez les séniors, elle est championne de France en 2012 à Hénin-Beaumont et en 2013 à Livry-Gargan. Elle remporte la médaille de bronze aux épreuves de coupe du monde de Doha 2013 et Saint-Maur 2013. En juin 2013, elle est 24e au classement de la Fédération internationale d'escrime. Elle est qualifiée pour les Jeux olympiques de 2016 à Rio. Après avoir éliminé la Brésilienne Nathalie Moellhausen en quart de finale, elle perd en demi-finale contre la Hongroise Emese Szasz. Elle bute de nouveau contre la Chinoise Sun Yiwen lors de la petite finale, terminant quatrième de la compétition.
Lauren Rembi remporte la médaille de bronze de l'épée individuelle aux Jeux méditerranéens de 2018.
Elle est la sœur cadette de Joséphine Jacques-André-Coquin, également membre de l'équipe de France d'épée.

## Palmarès

### Championnats du monde
- Médaille d'or par équipes aux championnats du monde 2025 à Tbilissi

### Championnats d'Europe
- Médaille d'or par équipes aux championnats d'Europe 2017 à Tbilissi
- Médaille d'or par équipes aux championnats d'Europe 2022 à Antalya
- Médaille d'argent par équipes aux championnats d'Europe 2016 à Toruń

### Jeux méditerranéens
- Médaille de bronze en individuel aux Jeux méditerranéens 2018 à Tarragone